# Cis bifasciatus
Cis bifasciatus là một loài bọ cánh cứng trong họ Ciidae. Loài này được Reitter miêu tả khoa học năm 1877.